# Eurobalisa

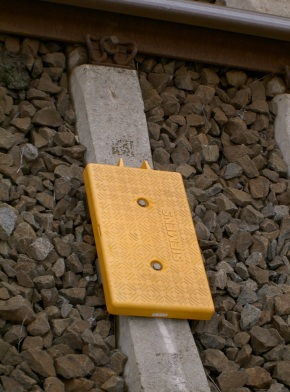
Eurobalisa a Alemanya

Una eurobalisa és un equip ferroviari col·locat entre les dues fileres de rails que serveix per a transmetre informacions als combois. Les seves especificacions han estat determinades en el marc de l'elaboració de la ETCS. Existeixen dos principals tipus d'eurobalises: les eurobalises fixes i les eurobalises transparents o controlables.

## Tipus d'eurobalises

### Eurobalises fixes
Contenen una informació fixa, que no es pot canviar. És programen una sola vegada al principi i sempre transmeten la mateixa informació. Serveixen sovint per a indicar la seva posició al tren.

### Eurobalises transparents
Les eurobalises transparents o controlables lliuren una informació que pot variar amb el temps. Van connectades a una LEU (de l'anglès "Lineside Electronic Unit"), que dicta a l'eurobalisa la informació que ha de transmetre. Permeten, per exemple, indicar l'estat d'un foc o la direcció imposada per la propera estació de referència.

## Funcionament

### Alimentació elèctrica
Si una eurobalisa és capaç d'emetre un senyal, això significa que ha d'estar alimentada d'energia per poder funcionar. Amb aquesta finalitat, el tren emet un camp magnètic variable (amb una freqüència de 27MHz aproximadament) que permet crear un corrent a la balisa mitjançant una bobina situada a l'interior de la mateixa.

### Constitució de la informació transmesa
La informació es transmesa de la eurobalisa cap al tren (up-link), o bé del tren cap a l'eurobalisa (down-link), tot i que no és tan habitual.
Una balisa transmet un "telegrama" de 1023 bits (93 * 11) o 341 bits (31 * 11) al canal que codifica amb 11 bits per símbol. El bloc de dades d'usuari es talla en símbols d'usuari de 10 bits abans de l'operació de desbloqueig i configuració: la càrrega útil efectiva de la informació de senyalització és de 830 bits (83 * 10) per al telegrama llarg i 210 bits (21 * 10) per al telegrama curt.
En el cas dels Up-link, la transmissió d'aquest codi de telegrama es fa via un senyal (camp magnètic) de freqüència variable. Aquesta tècnica s'anomena Frequenzumstatung en alemany i FSK en anglès per "Frequency Shift Keying". Així, els 0 corresponen a una freqüència de 3.951MHz i els 1 a una freqüència de 4.516MHz.
Aquest senyal s'emet a continuació per l'eurobalisa cap al tren: el camp magnètic captat pel tren és converteix en una tensió contínua, proporcional a la freqüència del camp (fenomen d'inducció). Una tensió elevada correspon doncs a una freqüència elevada (1), una tensió dèbil correspon a una freqüència dèbil (0). La seqüència d'1 i de 0 es decodifica per extreure la informació.

## Utilització
L'eurobalisa ha estat utilitzada o serà utilitzada pels sistemes següents:
- ETCS, el sistema de senyalització en cabina estandarditzat europeu.
- EuroSignum, una variant del sistema suís Integra-Signum.
- EuroZub, una variant del sistema suís ZUB 121.
- SCMT a Itàlia.
- TBL1+ a Bèlgica.
- GNT a Alemanya.
- ZBS, un nou sistema utilitzat per la S-Bahn de Berlín.